# 略阳县各级文物保护单位列表
以下为陕西省汉中市略阳县各级文物保护单位列表。

## 全国重点文物保护单位
| 名称       | 编号  | 类型         | 所在   | 时期     | 图片 |
| ---------- | ----- | ------------ | ------ | -------- | ---- |
| 灵岩寺摩崖 | 6-864 | 石窟寺及石刻 | 略阳县 | 汉至民国 |      |

## 陕西省文物保护单位
- 江神庙
- 紫云宫
- 故道略阳段遗址
- 略阳故城东门
- 略阳南山塔
- 宝成铁路略阳段遗址

## 汉中市文物保护单位
- 第一批汉中市文物保护单位中有2处，第二批有1处，在略阳县境内，已升级。